# Un galop du diable
Un galop du diable (Money from Home) est un film américain de George Marshall avec Dean Martin et Jerry Lewis, sorti en 1953.

## Synopsis
À New York, au cours des années 1920, le joueur et beau parleur Nelson (Dean Martin) croise le chemin du bookmaker "Jumbo" Schneider (Sheldon Leonard). Nelson doit beaucoup d'argent, il est menacé de mort (d'avoir les pieds cimentés puis d'être jeté à la mer) à moins de truquer une course de chevaux dans le Maryland pour gagner le pactole. Naturellement, Nelson se dirige vers le Maryland avec son cousin Virgil Yokum (Jerry Lewis) à sa suite.

## Distribution
- Dean Martin (VF : Dominique Paturel) : Herman 'Honey Talk' Nelson
- Jerry Lewis (VF : Jacques Dynam) : Virgil Yokum
- Marjie Millar (VF : Janine Freson) : Phyllis Leigh
- Patricia Crowley (VF : Claude Chantal) : Dr Autumn Claypool
- Richard Haydn (VF : Jacques Ciron) : Bertie Searles
- Sheldon Leonard (VF : Henri Djanik) : Jumbo Schneider
- Robert Strauss : Seldom Seen Kid
- Gerald Mohr : Marshall Preston
- Romo Vincent : le Poojah
- Jack Kruschen : Short Boy
- Charles Horvath : Big Midge, homme de main
- Richard Reeves : Henry le russe
- Lou Lubin : Sam
- Frank Richards : le camionneur en colère
- Harry Hayden : le juge de la première course

Acteurs non crédités
- Grace Hayle : Mme Cheshire
- Maidie Norman : Mattie, servante de Phyllis
- Buck Young

## Production
Money from home a été filmé du 9 mars jusqu'à mai 1953 et est sorti le 31 décembre 1953 chez Paramount Pictures.
Dans la version française les voix des acteurs sont respectivement (Source : Fedan) : Dominique Paturel (Dean Martin), Jacques Dynam (Jerry Lewis), Michel Gudin (Gerald Mohr), Henri Djanik (Sheldon Leonard),Albert Medina (Romo Vincent) ,Guy Pierrault (Lou Lubin), Michel Gudin, Albert Augier, Serge Lhorca, Rene Blancard, Paul Bonifas, Lita Recio